# ボンバーマンGB3
『ボンバーマンGB3』（ボンバーマンジービースリー）は、1996年12月20日にハドソンから発売されたゲームボーイ用アクションゲーム。『ボンバーマンシリーズ』のゲームボーイ用ソフト第4作目。
主人公のボンバーマンを操作し、デビルボンバーを倒して惑星「オワン」を救出する事を目的としている。本作は日本国内でのみで発売され、缶入りパッケージとなっていた。
プロデューサーは井上佳典、ディレクターはビル・リッチが担当している他、音楽は前作、前々作に引き続き福田裕彦が担当している。キャラクターデザインはシリーズ作品を多く手掛けてきた水野祥司と吉見直人、佐藤梢が担当している。
2000年にはニンテンドウパワーの書き換え用ソフトとして発売され、2012年にはニンテンドー3DSのバーチャルコンソール対応ソフトとして配信された。

## ゲーム内容

### ストーリーモード
惑星は地上、地下、暗黒の3つのエリアから成り、地上、地下エリアにはそれぞれ3つの、暗黒エリアには1つのステージがある。1ステージは6ラウンドで構成。
各ラウンドごとにラウンドミッション（クリア条件）が異なる。
またこれまでの平面のボンバーマンシリーズにはなかった「高低差」の概念があり、上から下へ飛び降りられるようになっている。また爆発によって倒木や雪崩が発生するギミックが存在する。

### チャレンジモード
1人プレイ用。専用ステージで行われるスコアアタック。
設定した時間内に「敵を倒す」「アイテムを取る」などの条件で獲得した得点に応じて段位が認定される。ステージの最後にいるデビルボンバーを倒すか、ゲームオーバーになると得点が精算され、結果に応じた段位が表示される。
制限時間が少なくなるとステージ左側からプレッシャーブロックが出現する。

#### タイプ
ゲーム開始前にボンバーマンのタイプを選択する。ボンバーマンはタイプごとに持っているアイテムが異なる。
公式にはタイプ名は命名されていないが、ここでは便宜上、番号でタイプを分別する。
- タイプ1
  - キック、ダッシュ、ラインボム
- タイプ2
  - モトボンバー3号、ダッシュ
- タイプ3
  - モトボンバー4号

## 設定

### ストーリー
ボンバー星雲第11惑星「オワン」に危機が迫っていた。地殻変動により、封印されていたデビルボンバーが復活し、手下と共に惑星全土を征服せんと暴れ回り出した。頼りのボンバーマンも技エネルギーの源「ボンバーカプセル」をデビルボンバーの奇襲によりすべて奪われ、手酷い傷を負わされてしまった。ボンバーマンは最後の力を振り絞り、一人デビルボンバーに闘いを挑んだ。

### キャラクター
ボンバーマン
本作の主人公。爆弾を武器に日夜、宇宙の平和を守るため戦い続ける我らがヒーロー。本作ではボンバー星雲第11惑星「オワン」の防衛隊長として、惑星の平和を取り戻すため、自らの汚名返上をかけて打倒デビルボンバーに挑む。
キューティーボンバー
ボンバー星雲で唯一の女性科学者という才色兼備な女の子。モトボンバー1号から4号の開発者であり、それらの整備も担当している。使用できるモトボンバーがあるときは「モトボンバーセレクト画面」に登場する。
デビルボンバー
強さゆえの身勝手な行動から、生みの親であり、ボンバーマンの宿敵でもある悪の天才科学者「プロフェッサー・バグラー」の怒りに触れ、「オワン」の地下の奥深くに封印されていた。今回の復活を機に、悪の帝王として君臨しようと画策する。
ハニー
ガンマンの格好をした女の子。本作ではステージクリアー後に入れる「アイテム交換所」に登場する。
小鉄
侍。所持しているすべてのモトボンバーを修理に出している時に「モトボンバーセレクト画面」に登場する。
ボスラ
モリモリステージのボス。大きな羽根をばたつかせつつ幼虫を生んで攻撃してくる蛾。
カンデンガー
バキバキステージのボス。放電し、頭上から火の球を生み出し攻撃してくる。
スノーボンバー
ユキユキステージで待ち構えているボス。雪だるまの姿をしたボンバーマン(?)である。雪の球を飛ばして攻撃してくるだけでなく、4体に分裂して攻撃してくることもある。

## 移植版
| No. | タイトル        | 発売日        | 対応機種        | 開発元   | 発売元   | メディア                                      | 型式 | 備考 | 出典        |
| --- | --------------- | ------------- | --------------- | -------- | -------- | --------------------------------------------- | ---- | ---- | ----------- |
| 1   | ボンバーマンGB3 | 2000年3月1日  | ゲームボーイ    | エーアイ | ハドソン | フラッシュロムカセット （ニンテンドウパワー） | -    |      |             |
| 2   | ボンバーマンGB3 | 2012年7月11日 | ニンテンドー3DS | エーアイ | コナミ   | ダウンロード （バーチャルコンソール）         | -    |      | [ 2 ] [ 3 ] |

## スタッフ
- プロデューサー：井上佳典
- ディレクター：ビル・リッチ
- プログラム：ゴッドあらい（荒居弘之）、阿部幸絵、たかぱー
- デザイン：浦部勝彦、かとうこうじ、渡部佐知子
- キャラクター・デザイン：水野祥司、吉見直人、佐藤梢
- ゲーム・デザイン：窪田英之
- スーパーバイザー：大久保則雄
- サウンド・プロデューサー：三井啓介
- 音楽：福田裕彦
- サウンド・オペレーター：小原ハジメ
- アドバイザー：藤原茂樹、込山勉、鶴岡典子
- 品質管理：阿諏訪理子
- プロモーション：うちだゆりこ
- マニュアル：三谷晴基
- スペシャル・サンクス：電気未来社、吉田哲馬、えちおぴ（エチオピアン太郎）、じん ばねばね!（赤羽仁）、佐藤勝俊、かどいなおゆき、中野康弘

## 評価
ゲーム誌『ファミ通』の「クロスレビュー」合計23点（満40点）、『ファミリーコンピュータMagazine』の読者投票による「ゲーム通信簿」での評価は以下の通り、22.9点（満30点）となっている。
| 項目 | キャラクタ | 音楽 | お買得度 | 操作性 | 熱中度 | オリジナリティ | 総合 |
| 得点 | 3.9        | 3.8  | 3.7      | 3.7    | 3.8    | 3.9            | 22.9 |